# Trizinia-Metana
Trizinia-Metana (gr. Δήμος Τροιζηνίας-Μεθάνων, Dimos Trizinias-Metanon) – gmina w Grecji, w administracji zdecentralizowanej Attyka, w regionie Attyka, w jednostce regionalnej Wyspy. Siedzibą gminy jest Galatas. W 2011 roku liczyła 7143 mieszkańców. Powstała 1 stycznia 2011 roku w wyniku połączenia dotychczasowych gmin Trizinia i Metana. Początkowo funkcjonowała pod nazwą Trizinia, jednak w 2014 roku zmieniono jej nazwę na Trizinia-Metana.